# Lijst van rivieren in Burkina Faso

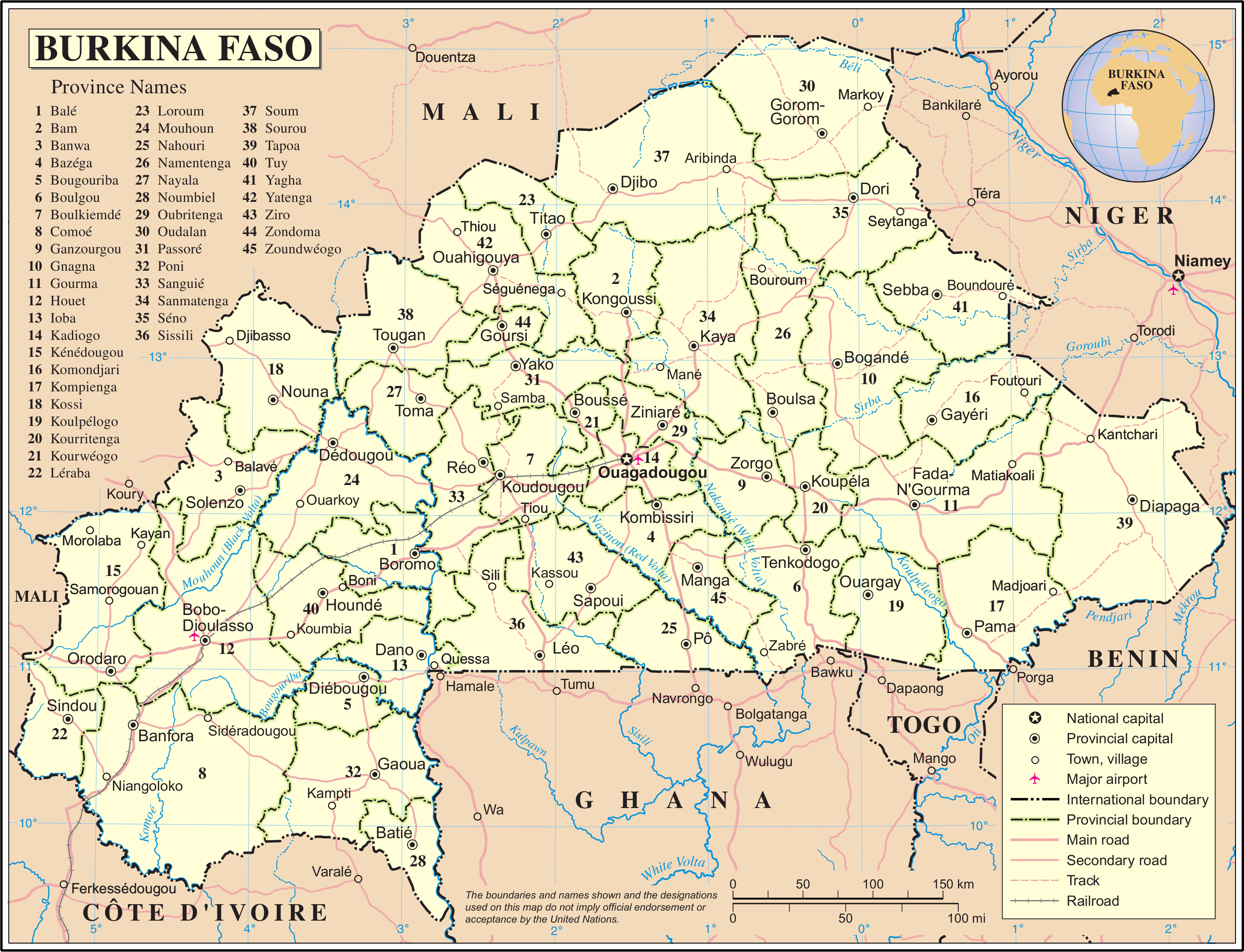
Kaart van Burkina Faso.

Dit is een lijst van rivieren in Burkina Faso. De rivieren in deze lijst zijn geordend naar drainagebekken en de opeenvolgende zijrivieren zijn ingesprongen weergegeven onder de naam van elke hoofdrivier.

## Golf van Guinee

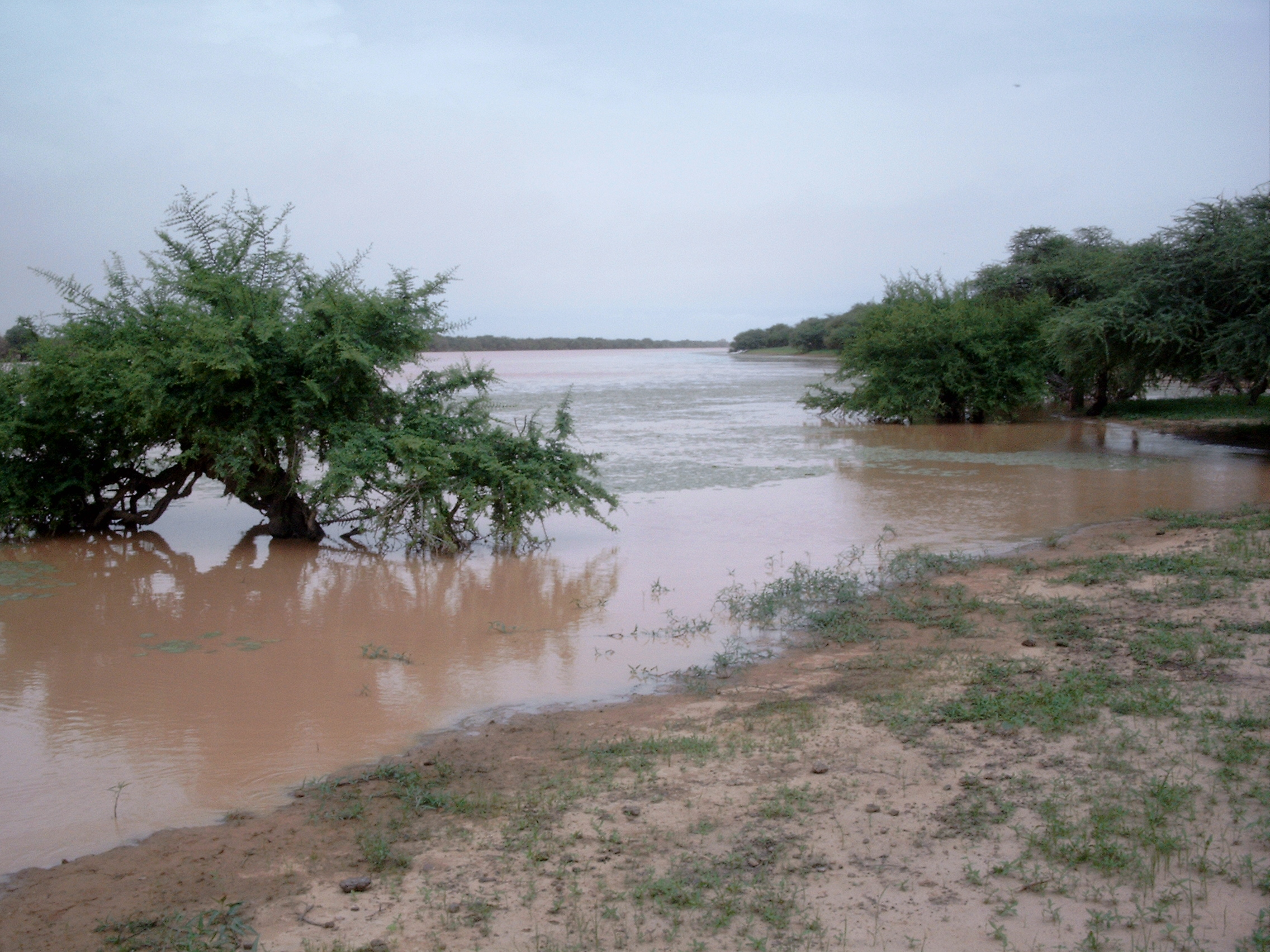
De Béli tijdens het regenseizoen.

- Komoé
  - Iringou
  - Léraba
- Volta (Ghana)
  - Oti (Pendjari)
    - Koulpéolgo

  - Zwarte Volta (Mouhoun)
    - Bougouriba
    - Sourou

  - Witte Volta (Nakambé)
    - Kulpawn
      - Sisili

    - Rode Volta (Nazinon)
- Niger (Niger) De Béli tijdens het regenseizoen.
  - Mékrou
  - Tapoa
  - Goroubi
  - Sirba
  - Béli
  - Bani (Mali)
    - Banifing